# Circunscripción electoral de Alicante

Circunscripción de Alicante
Cortes Generales* Congreso: 12 diputados (de 350)
- Senado: 4 senadores (de 266)Cortes Valencianas* 35 diputados (de 99)

Alicante es una de las 52 circunscripciones electorales utilizadas como distritos electorales para el Congreso de los Diputados y el Senado que son las Cámaras Baja y Alta del Parlamento español. También es una de las 3 circunscripciones electorales de la Comunidad Valenciana para las elecciones autonómicas. Se corresponde con la provincia de Alicante.

## Ámbito de la circunscripción y sistema electoral
En virtud de los artículos 68.2 y 69.2 de la Constitución Española de 1978 los límites de la circunscripción debe ser los mismos que los de la provincia de Alicante, y en virtud del artículo 140, esto sólo puede modificarse con la aprobación del Congreso de los Diputados. El voto es sobre la base de sufragio universal secreto.
En el caso del Congreso de los Diputados, el sistema electoral utilizado es a través de una lista cerrada con representación proporcional y con escaños asignados usando el método D'Hondt. Sólo las listas electorales con el 3 % o más de todos los votos válidos emitidos, incluidos los votos «en blanco», es decir, para «ninguna de las anteriores», se pueden considerar para la asignación de escaños. En el caso del Senado, el sistema electoral sigue el escrutinio mayoritario plurinominal. Se eligen cuatro senadores y los partidos pueden presentar un máximo de tres candidatos. Cada elector puede escoger hasta tres senadores, pertenezcan o no a la misma lista. Los cuatro candidatos más votados son elegidos.

## Elegibilidad
El artículo 67.1 de la Constitución española prohíbe ser simultáneamente miembro del Congreso de los Diputados y de un parlamento autonómico, lo que significa que los candidatos deben renunciar al cargo si son elegidos para un parlamento autonómico. No existe incompatibilidad similar en el caso de los senadores. El artículo 70 aplica también la inelegibilidad a los magistrados, jueces y fiscales en activo, Defensor del Pueblo, militares en servicio, los agentes de policía en activo y los miembros del tribunal constitucional y juntas electorales.

## Número de miembros
En las elecciones generales de 1977, 1979 y 1982 se eligieron en Alicante 9 miembros del Congreso. Esa cifra se aumentó a 10 miembros para las Elecciones generales españolas de 1986, a 11 miembros para las Elecciones generales españolas de 1996 y a 12 miembros desde las Elecciones generales españolas de 2008
En virtud de la ley electoral española, todas las provincias tienen derecho a un mínimo de 2 escaños (uno respectivamente para las ciudades autónomas) con 248 escaños restantes prorrateados de acuerdo a la población. Esta normativa se explican detalladamente en la ley electoral de 1985 (Ley Orgánica del Régimen Electoral General). El efecto práctico de esta ley ha sido la de las provincias de menos población estén sobrerrepresentadas a expensas de las provincias más pobladas.
En 2008 por ejemplo en España había 35 073 179 votantes, lo que da un ratio de 100 209 votantes por Diputado. En Alicante el número de votantes por Diputado fue de 99 506. Los menores ratios los encontramos en las provincias menos pobladas, con 38 071 y 38 685 para Teruel y Soria. Pese a esto la provincia de Alicante está subrepresentada puesto que los diputados representan a toda la población, no solo a los que tienen derecho al voto, y al tener más de un 20 % de población extranjera esta entra también en el cálculo del número de escaños, de modo que un diputado alicantino representa a mayor volumen de población que la media nacional.

## Cortes Valencianas

### Diputados obtenidos por partido (1983-2023)
| Candidatura | Candidatura                                | Candidatura | 1983 (Constituyente) | 1987 (I) | 1991 (II) | 1995 (III) | 1999 (IV) | 2003 (V) | 2007 (VI) | 2011 (VII) | 2015 (VIII) | 2019 (IX) | 2023 (X) |
| ----------- | ------------------------------------------ | ----------- | -------------------- | -------- | --------- | ---------- | --------- | -------- | --------- | ---------- | ----------- | --------- | -------- |
|             | Partit Socialista del País Valencià        | PSPV-PSOE   | 17                   | 14       | 16        | 12         | 12        | 12       | 14        | 12         | 9           | 10        | 11       |
|             | Partido Popular de la Comunidad Valenciana | PPCV        | 10a                  | 9c       | 12        | 15         | 16        | 16       | 19        | 20         | 11          | 7         | 15       |
|             | Esquerra Unida del País Valencià           | EUPV        |                      | 1d       | 2         | 3e         | 2         | 2i       | 2k        | 2          | 0l          | 3m        | 0m       |
|             | Podem Comunitat Valenciana                 | PODEM       |                      |          |           |            |           |          |           |            | 5           | 3m        | 0m       |
|             | Coalició Compromís                         | COMPROMÍS   | 0b                   | 1d       | 0b        | 0f         | 0h        | 0j       | 0k        | 1          | 5           | 4         | 4        |
|             | Ciudadanos-Partido de la Ciudadanía        | CS          |                      |          |           |            |           |          |           |            | 5           | 7         | 0        |
|             | Vox                                        | VOX         |                      |          |           |            |           |          |           |            | 0           | 4         | 5        |
|             | Centro Democrático y Social                | CDS         | 0                    | 4        | 0         | 0          | 0g        | 0        |           |            |             |           |          |
|             | Partit Comunista del País Valencià         | PCPV        | 2                    |          |           |            |           |          |           |            |             |           |          |
| Total       | Total                                      | Total       | 29                   | 29       | 30        | 30         | 30        | 30       | 35        | 35         | 35          | 35        | 35       |

a Los resultados corresponden a los de Alianza Popular-Partido Demócrata Popular-Unión Liberal-Unión Valenciana (AP-PDP-UL-UV).

b Los resultados corresponden a los de Unitat del Poble Valencià (UPV), uno de los partidos creadores del BLOC.

c Los resultados corresponden a los de Alianza Popular (AP).

d Los resultados corresponden a los de Esquerra Unida-Unitat del Poble Valencià (EU-UPV).

e Los resultados corresponden a los de Esquerra Unida-Els Verds (EU-EV).

f Los resultados corresponden a los de Unitat del Poble Valencià-Bloc Nacionalista (UPV-BN).

g Los resultados corresponden a los de Unión Centrista-Centro Democrático y Social (UC-CDS).

h Los resultados corresponden a los de Bloc Nacionalista Valencià-Els Verds (BNV-EV).

i Los resultados corresponden a los de Esquerra Unida-L'Entesa (ENTESA).

j Los resultados corresponden a los de Bloc Nacionalista Valencià-Esquerra Verda (BNV-EV).

k Los resultados corresponden a los de Compromís pel País Valencià (CPV).

l Los resultados corresponden a los de Acord Ciutadà (AC).

m Los resultados corresponden a los de Unidas Podemos (Unides Podem-EUPV).

### Diputadas/os elegidos en la I legislatura. Elecciones 1983
| Partidos y coaliciones                | Votos   | %     | Escaños | Miembros electos |
| ------------------------------------- | ------- | ----- | ------- | --- |
| PSPV-PSOE                             | 313.402 | 55,07 | 17      | Antonio García Miralles, Alberto Javier Pérez Ferre, Ángel Luna González, Emilio Soler Pascual, Francisco Rodríguez Valderrama, Juan Bautista Pastor Marco, María Dolores Marcos González, Manuel Adriano Arabid Cantos, Enrique Louis Rampa, José Asensi Sabater, Hermenegildo Rodríguez Pérez, Miguel Antonio Millana Sansaturio, Luis Gabriel Torregrosa Mira, Ramón Berenguer Prieto, Joaquín Fuster Pérez, Emilio José Álvarez Landete, José Luis Gomis Gavilán |
| Coalición Popular: AP-PDP-UL-UV       | 178.235 | 31,32 | 10      | José Cholbi Diego, Joaquín Galant Ruiz, Antonio Martínez Serrano, Rafael Maluenda Verdú, Antonio García Agredas, Antonio Alonso Gutiérrez, Enrique Ferré Sampere, Vicente Pérez Devesa, Joaquín Santo Matas, Joaquín Vidal Negre |
| Partido Comunista del País Valenciano | 38.057  | 6,69  | 2       | Alfredo Alfonso Botella Vicent, Manuel Martínez Lledó |

### Diputadas/os elegidos en la II legislatura. Elecciones 1987
| Partidos y coaliciones                    | Votos   | %     | Escaños | Miembros electos |
| ----------------------------------------- | ------- | ----- | ------- | --- |
| PSPV-PSOE                                 | 262.290 | 42,62 | 14      | Antonio García Miralles, Alberto Pérez Ferré, Emilio Soler Pascual, José Asensi Sabater, María Dolores Marcos González, Miguel Antonio Millana Sansaturio, Juan Bautista Pastor Marco, Martín Sevilla Jiménez, Hermenegildo Rodríguez Pérez, Enrique Louis Rampa, Luis Gabriel Torregrosa Mira, Antonio Pérez Olcina, Ramón Berenguer Prieto, José Luis Gomis Gavilán |
| Federación de partidos de Alianza Popular | 171.571 | 27,88 | 9       | Rafael Maluenda Verdú, Carlos Rafael Alcalde Agesta, Joaquín Santo Matas, Manuel Lorente Belmonte, Guillermo Sirvent Sirvent, Enrique Ferrer Sampere, Jaime Botella Mayor, Francisco Magro Espí, Juan Salvador Gaya Sastre |
| Centro Democrático y Social               | 88.201  | 14,33 | 4       | Gerardo Muñoz Lorente, Manuel Benabent Fuentes, José Ramón Navarro Nicolau, Salvador Ruso Pacheco |
| Esquerra Unida-Unitat del Poble Valencià  | 41.743  | 6,78  | 2       | Alfredo Alfonso Botella Vicent, Pasqual Mollà Martínez |

### Diputadas/os elegidos en la III legislatura. Elecciones 1991
| Partidos y coaliciones | Votos   | %     | Escaños | Miembros electos |
| ---------------------- | ------- | ----- | ------- | --- |
| PSPV-PSOE              | 279.594 | 45,12 | 16      | Antonio García Miralles, Emilio Soler Pascual, Antonio Escarré Esteve, Alfonso Arenas Férriz, José Asensi Sabater, Paloma Gómez Ossorio, Diego Maciá Antón, Antonio Moreno Carrasco, Miguel Antonio Millana Sansaturio, Martín Sevilla Jiménez, Hermenegildo Rodríguez Pérez, Concepción Pérez Morales, Luis Gabriel Torregrosa Mira, Ramón Berenguer Prieto, Francisca Benabent Fuentes, José Luis Gomis Gavilán |
| Partido Popular        | 207.159 | 33,43 | 12      | Eduardo Zaplana Hernández-Soro, Rafael Maluenda Verdú, Juan Antonio Montesinos García, Miguel Valor Peidró, Manuel Ortuño Cerdá, Vicente Pérez Devesa, Carlos Rafael Alcalde Agesta, Manuel Lorente Belmonte, Anatolio García Villarroyo, Pedro Ángel Hernández Mateo, José Joaquín Ripoll Serrano, Juan Antonio Rodríguez Marín                                                                                  |
| EU-EV                  | 45.458  | 7,34  | 2       | Pasqual Mollà Martínez, Alfredo Alfonso Botella Vicent, |

### Diputadas/os elegidos en la IV legislatura. Elecciones 1995
| Partidos y coaliciones | Votos | % | Escaños | Miembros electos |
| ---------------------- | ----- | - | ------- | --- |
| Partido Popular        |       |   | 15      | Luis Fernando Cartagena Travesedo, Diego Such Pérez, José Joaquín Ripoll Serrano, José Cholvi Diego, Genoveva Reig Ribelles, Rafael Maluenda Verdú, Macarena Montesinos de Miguel, Manuel Ortuño Cerdá-Cerdá, Carlos Rafael Alcalde Agesta, Juan Antonio Rodríguez Marín, Luis Concepción Moscardó, Pedro Hernández Mateo, María Josefa García Herrero, Sebastián Fernández Miralles, Clara Abellán García |
| PSPV-PSOE              |       |   | 12      | Antonio García Miralles, Martín Sevilla Jiménez, Luis Francisco Berenguer Fuster, Concepción Pérez Morales, Manuel Rodríguez Maciá, Antonio Moreno Carrasco, María Moreno Ruiz, Roberto García Blanes, Alfonso Arenas Férriz, Francisca Benabent Fuentes, Ramón Berenguer Prieto, Hermenegildo Rodríguez Pérez                                                                                             |
| EU-EV                  |       |   | 3       | Pasqual Mollà Martínez, Alfredo Alfonso Botella Vicent, María Ángeles Martínez Esplá |

### Diputadas/os elegidos en la V legislatura. Elecciones 1999
| Partidos y coaliciones | Votos | % | Escaños | Miembros electos |
| ---------------------- | ----- | - | ------- | --- |
| Partido Popular        |       |   | 16      | José Joaquín Ripoll Serrano, Carmen Galipienso Calatayud, Juan Manuel Cabot Saval, Macarena Montesinos de Miguel, José Cholbi Diego, María del Carmen Nácher Pérez, Rafael Maluenda Verdú, María Josefa García Herrero, Manuel Ortuño Cerdá, Francisca Pérez Barber, Juan Rodríguez Marín, Luis Concepción Moscardó, Pedro Hernández Mateo, María Estela Canales Martínez-Pinna, Manuel Pérez Fenoll, José Antonio Rovira Jover |
| PSOE-Progresistas      |       |   | 12      | Antonio Moreno Carrasco, María Dolores Mollá Soler, José Vicente Sanús Tormo, María Trinidad Amorós Fillol, Antonio Torres Salvador, María Moreno Ruiz, Eduardo Vicente Navarro, María Consuelo Català Pérez, Luis Briñas López, José Pérez Grau, Ramón Berenguer Prieto, Carmen Osuna Cubero |
| EUPV                   |       |   | 2       | Juan Antonio Oltra Soler, Ángela Llinares Llorca |

### Diputadas/os elegidos en la VI legislatura. Elecciones 1999
| Partidos y coaliciones | Votos | % | Escaños | Miembros electos |
| ---------------------- | ----- | - | ------- | --- |
| Partido Popular        |       |   | 16      | José Joaquín Ripoll Serrano, Carmen Galipienso Calatayud, Juan Manuel Cabot Saval, Macarena Montesinos de Miguel, José Cholbi Diego, María del Carmen Nácher Pérez, Rafael Maluenda Verdú, María Josefa García Herrero, Manuel Ortuño Cerdá, Francisca Pérez Barber, Juan Rodríguez Marín, Luis Concepción Moscardó, Pedro Hernández Mateo, María Estela Canales Martínez-Pinna, Manuel Pérez Fenoll, José Antonio Rovira Jover |
| PSOE-Progresistas      |       |   | 12      | Antonio Moreno Carrasco, María Dolores Mollá Soler, José Vicente Sanús Tormo, María Trinidad Amorós Fillol, Antonio Torres Salvador, María Moreno Ruiz, Eduardo Vicente Navarro, María Consuelo Català Pérez, Luis Briñas López, José Pérez Grau, Ramón Berenguer Prieto, Carmen Osuna Cubero |
| EUPV                   |       |   | 2       | Juan Antonio Oltra Soler, Ángela Llinares Llorca |

### Diputadas/os elegidos en la VII legislatura. Elecciones 2003
| Partidos y coaliciones            | Votos | % | Escaños | Miembros electos |
| --------------------------------- | ----- | - | ------- | --- |
| Partido Popular                   |       |   | 16      | Julio Francisco de España Moya, Macarena Montesinos de Miguel, Juan Manuel Cabot Saval, María del Carmen Nácher Pérez, José Cholbi Diego, Ana Encabo Balbín, Rafael Maluenda Verdú, María Josefa García Herrero, Fernando Modrego Caballero, Gema Amor Pérez, Manuel Gómez Fernández, María Estela Canales Martínez-Pinna, Juan Seva Martínez, Mónica Isabel Lorente Ramón, Manuel Pérez Fenoll, Cristina Serrano Mateo |
| Partido Socialista Obrero Español |       |   | 12      | Diego Maciá Antón, María del Carmen Sánchez Brufal, Antonio Moreno Carrasco, Encarnación Llinares Cuesta, Vicente Escrig Peris, María Consuelo Català Pérez, Eduardo Vicente Navarro, Rebeca Lirios Soler Cejudo, Antonio Torres Salvador, María Dolores Gay Bódalo, Juan de Dios Falcó Rico,José Antonio Godoy García                                                                                                  |
| ENTESA                            |       |   | 2       | Juan Antonio Oltra Soler, Alfred Botella Vicent |

### Diputadas/os elegidos en la VIII legislatura. Elecciones 2007
| Partidos y coaliciones            | Votos   | %     | Escaños | Miembros electos |
| --------------------------------- | ------- | ----- | ------- | --- |
| Partido Popular                   | 415.016 | 46,56 | 19      | Gerardo Camps Devesa, María Adelaida Pedrosa Roldán, Miguel Ignacio Peralta Viñes, Luis Bernardo Díaz Alperi, María Milagrosa Martínez Navarro, Rafael Maluenda Verdú, José Ramón García Antón, Ángela María Barceló Martorell, César Augusto Asencio Adsuar, María José García Herrero, José Cholbi Diego, Gema Amor Pérez, Pedro Ángel Hernández Mateo, María Elena Bonet Mancheño, David Francisco Serra Cervera, Trinidad María Miró Mira, César Sánchez Pérez, Andrés Antonio Ballester Costa, Antonio Vicente Peral Villar |
| Partido Socialista Obrero Español | 293.073 | 32,88 | 14      | Diego Maciá Antón, María Isabel Lloret Ivorra, Ángel Luna González, María Consuelo Català Pérez, José Antonio Godoy García, María Dolores Gay Bódalo, Antonio Torres Salvador, Elvira María Jiménez Gutiérrez, Eduardo Vicente Navarro, María Dolores Huesca Rodríguez, Manuel Bueno Ortuño, María Vicenta Crespo Domínguez, Amando Vilaplana Gironés, Rebeca Lirios Soler |
| CPV                               | 54.261  | 6,09  | 2       | Lluís Torró Gil, Mireia Mollà Herrera |

### Diputadas/os elegidos en la IX legislatura. Elecciones 2011
| Partidos y coaliciones            | Votos   | %     | Escaños | Miembros electos |
| --------------------------------- | ------- | ----- | ------- | --- |
| Partido Popular                   | 405.305 | 49,63 | 20      | Sonia Castedo Ramos, Gerardo Camps Devesa, María Milagrosa Martínez Navarro, Luis Bernardo Díaz Alperi, Rafael Maluenda Verdú, José Císcar Bolufer, Trinidad María Miró Mira, Angélica Gemma Such Ronda, Mario Francisco José Flores Lanuza, David Francisco Serra Cervera, Ángela María Barceló Martorell, César Augusto Asencio Adsuar, Pedro Ángel Hernández Mateo, María José García Herrero, Andrés Antonio Ballester Costa, César Sánchez Pérez, María Elena Bonet Mancheño, Antonio Vicente Peral Villar, Yolanda García Santos, Eva Ortiz Vilella |
| Partido Socialista Obrero Español | 243.817 | 29,85 | 12      | Ángel Luna González, Ana Barceló Chico, Vicente Arques Cortés, José Manuel Sánchez Asencio, María Vicenta Crespo Domínguez, Ferran Josep Verdú Monllor, Javier Carlos Macho Lorenzo, Julián López Milla, Verónica López Ramón, María Dolores Huesca Rodríguez, Antonio Torres Salvador, Jordi Serra Ferrer |
| EUPV                              | 43.881  | 5,37  | 2       | Lluís Torró Gil, Esther López Barceló |
| Compromís                         | 37.301  | 4,57  | 1       | Mireia Mollà Herrera |

### Diputadas/os elegidos en la X legislatura. Elecciones 2015
| Partidos y coaliciones            | Votos   | %     | Escaños | Miembros electos |
| --------------------------------- | ------- | ----- | ------- | --- |
| Partido Popular                   | 224.935 | 27,32 | 11      | José Ciscar Bolufer, Eva Ortiz Vilella, José Juan Zaplana López, César Sánchez Pérez, Elisa Díaz González, Manuel Pérez Fenoll, María Remedios Yáñez Motos, José Salas Maldonado, María Teresa Parra Almiñana, Antoni Joan Bertomeu Vallés, Juan de Dios Navarro Caballero |
| Partido Socialista Obrero Español | 183.946 | 22,34 | 9       | Julián López Milla, Noelia Hernández Sánchez, David Cerdán Pastor, Antonio Torres Salvador, Ana Barceló Chico, Manuel Pineda Cuenca, María Sandra Martín Pérez, Vicente Arques Cortés, Antonia Serna Serrano                                                               |
| Ciudadanos                        | 114.724 | 13,93 | 5       | Emigdio Tormo Moratalla, Emilio Argüeso Torres, María del Carmen Sánchez Zamora, Antonio Joaquín Woodward Poch, Rosa María García González |
| Compromís                         | 101.368 | 12,31 | 5       | Mireia Mollà Herrera, Rafael Climent González, José Ramón Nadal Sendra, Cristina Rodríguez Armigen, María del Ángel Campello Moreno |
| Podem                             | 98.792  | 12,00 | 5       | María Luz Quiñonero Hernández, Antonio Estañ García, Beatriz Gascó Verdier, José Francisco Almería Serrano, Covadonga Peremarch Palomares |

### Diputadas/os elegidos en la XI legislatura. Elecciones 2019
| Partidos y coaliciones            | Votos   | %     | Escaños | Miembros electos |
| --------------------------------- | ------- | ----- | ------- | --- |
| Partido Socialista Obrero Español | 231.662 | 25,21 | 10      | Ana Barceló Chico, José Francisco Chulvi Español, Laura Soler Azorín, Manuel Pineda Cuenca, Antonia Serna Serrano, Vicent Arques Cortés, María Sandra Martín Pérez, Francisco Rubio Delgado, Rosa de Falastín Mustafá Ávila, Jesús Sellés Quiles |
| Partido Popular                   | 181.867 | 19,79 | 7       | José Císcar Bolufer, Eva Ortiz Vilella, Adrián Ballester Espinosa, Elisa Díaz González, José Juan Zaplana López, José Antonio Rovira Jover, Manuel Pérez Fenoll                                                                                  |
| Ciudadanos                        | 173.468 | 18,88 | 7       | María Quiles Bailén, Yaneth Lucía Giraldo Jiménez, Emigdio Tormo Moratalla, José Antonio Martínez Ortega, Fernando Enrique Llopis Pascual, Antonio Joaquín Woodward Poch, Rosa María Menor Lucas                                                 |
| Vox                               | 102.239 | 11,13 | 4       | Ana Vega Campos, David García Gomis, Miguel Pascual Pérez, Ana María Cerdán Martínez |
| Compromís                         | 99.488  | 10,83 | 4       | Aitana Joana Mas Mas, Rafael Climent González, José Ramón Nadal Sendra, Cristina Rodríguez Armigen. |
| Unides Podem                      | 83.855  | 9,13  | 3       | Rubén Martínez Dalmau, Beatriz Gascó Verdier, Estefanía de los Reyes Blanes León |

### Diputadas/os elegidos en la XII legislatura. Elecciones 2023
| Partidos y coaliciones            | Votos   | %     | Escaños | Miembros electos |
| --------------------------------- | ------- | ----- | ------- | --- |
| Partido Popular                   | 319.981 | 39,28 | 15      | Carlos Arturo Mazón Guixot, María Gómez García, Juan Francisco Pérez Llorca, Lucía Peral Mateos, José Antonio Rovira Jover, Julia Parra Aparicio, Eduardo Jorge Dolón Sánchez, María del Rosario Escrig Llinares, José Ramón González de Zarate Unamuno, José Juan Zaplana López, Francisco Javier Sendra Mengual, Eva Ortiz Vilella, Fernando Pastor Llorens, María Luisa Gayo Madera, Noelia Císcar Martínez |
| Partido Socialista Obrero Español | 240.447 | 29,52 | 11      | Josefina Bueno Alonso, Laura Soler Azorín, Yaissel Sánchez Orta, David Bernardo López Lluch, Mario Villar García, Charo Navalón García, Mayte García Madrid, José Chulvi Español, Ramón Abad Soler, Marisa Navarro Forcada, Nuria Pina Huertas |
| Vox                               | 100.331 | 12,32 | 5       | Ana Vega Campos, David García Gomis, Miguel Pascual Pérez, Julia María Llopis Noheda, María Teresa Ramírez Jurado |
| Compromís                         | 82.878  | 10,17 | 4       | Aitana Joana Mas Mas, Gerard Fullana Martínez, María José Calabuig Vanyó, Juan Bordera Romá |

## Congreso de los Diputados

### Diputados obtenidos por partido (1977-2023)
| Candidaturas           | Candidaturas     | 1977 (Constituyente) | 1979 (I) | 1982 (II) | 1986 (III) | 1989 (IV) | 1993 (V) | 1996 (VI) | 2000 (VII) | 2004 (VIII) | 2008 (IX) | 2011 (X) | 2015 (XI) | 2016 (XII) | 2019 Abr (XIII) | 2019 Nov (XIV) | 2023 (XV) |
| ---------------------- | ---------------- | -------------------- | -------- | --------- | ---------- | --------- | -------- | --------- | ---------- | ----------- | --------- | -------- | --------- | ---------- | --------------- | -------------- | --------- |
|                        | PSOE             | 4a                   | 4        | 6         | 6          | 5         | 4        | 5         | 4          | 5           | 5         | 4        | 3         | 2          | 4               | 4              | 4         |
|                        | Partido Popular  |                      |          | 3c        | 3d         | 3         | 5        | 5         | 7          | 6           | 7         | 8        | 4         | 5          | 3               | 3              | 5         |
|                        | EUPV             | 1b                   | 1b       |           |            | 1         | 1        | 1         |            |             |           |          | 0         | 3f         | 2g              | 1g             | 1h        |
|                        | Podemos          |                      |          |           |            |           |          |           |            |             |           |          | 3e        | 3f         | 2g              | 1g             | 1h        |
|                        | Compromís        |                      |          |           |            |           |          |           |            |             |           |          | 3e        | 3f         | 0               | 0              | 1h        |
|                        | Movimiento Sumar |                      |          |           |            |           |          |           |            |             |           |          |           |            |                 |                | 1h        |
|                        | Ciudadanos       |                      |          |           |            |           |          |           |            |             |           |          | 2         | 2          | 2               | 1              |           |
|                        | Vox              |                      |          |           |            |           |          |           |            |             |           |          | 0         | 0          | 1               | 3              | 2         |
| Partidos desaparecidos |                  |                      |          |           |            |           |          |           |            |             |           |          |           |            |                 |                |           |
|                        | UCD              | 4                    | 4        |           |            |           |          |           |            |             |           |          |           |            |                 |                |           |
|                        | CDS              |                      |          |           | 1          | 1         |          |           |            |             |           |          |           |            |                 |                |           |
| Total                  | Total            | Total                | 9        | 9         | 9          | 10        | 10       | 10        | 11         | 11          | 11        | 12       | 12        | 12         | 12              | 12             | 12        |

a Los resultados corresponden a los del PSOE. La fusión con el Partit Socialista del País Valencià, cuyo resultado fue la federación valenciana del PSOE, denominada PSPV-PSOE, tuvo lugar en 1978.

b Los resultados corresponden a los del Partido Comunista de España (PCE).

c Los resultados corresponden a los de la coalición entre Alianza Popular, el Partido Demócrata Popular y Unión Valenciana.

d Los resultados corresponden a los de Coalición Popular.

e Los resultados corresponden a los de Compromís-Podemos-És el Moment

f Los resultados corresponden a los de Compromís-Podemos-EUPV: A la Valenciana.

g Los resultados corresponden a los de Unidas Podemos.

h Los resultados corresponden a los de Compromís-Sumar: sumem per guanyar.

### Votos por partido (1977–2023)
|                                               | 1977 (Constituyente) | 1979 (I) | 1982 (II) | 1986 (III) | 1989 (IV) | 1993 (V) | 1996 (VI) | 2000 (VII) | 2004 (VIII) | 2008 (IX) | 2011 (X) | 2015 (XI) | 2016 (XII) | 2019 Abr (XIII) | 2019 Nov (XIV) | 2023 (XV) |
| --------------------------------------------- | -------------------- | -------- | --------- | ---------- | --------- | -------- | --------- | ---------- | ----------- | --------- | -------- | --------- | ---------- | --------------- | -------------- | --------- |
| Partido Socialista Obrero Español (PSPV-PSOE) | 38,8                 | 39,4     | 54,1      | 49,3       | 43,8      | 40,0     | 40,1      | 34,8       | 42,1        | 41,1      | 27,0     | 20,86     | 21,44      | 28,27           | 28,21          | 32,00     |
| Unión de Centro Democrático (UCD)             | 35,9                 | 37,5     | 7,2       |            |           |          |           |            |             |           |          |           |            |                 |                |           |
| Izquierda Unida (EUPV)                        | 9,2                  | 11,2     | 4,1       | 4,9        | 9,0       | 10,3     | 10,6      | 5,3        | 3,9         | 2,3       | 6,5      | 3,69      | 22,03      | 13,89           | 12,72          | 12,88     |
| Podemos                                       |                      |          |           |            |           |          |           |            |             |           |          | 22,24     | 22,03      | 13,89           | 12,72          | 12,88     |
| Compromís (CC)                                |                      |          |           |            |           |          |           |            |             |           |          | 22,24     | 22,03      | 3,38            | 4,17           | 12,88     |
| Sumar (Sumar)                                 |                      |          |           |            |           |          |           |            |             |           |          |           |            |                 |                | 12,88     |
| Partido Popular (PP)                          | 6,5                  | 5,2      | 29,0      | 29,5       | 29,4      | 43,5     | 45,7      | 54,3       | 48,9        | 52,4      | 55,2     | 32,85     | 37,71      | 19,54           | 24,37          | 36,73     |
| Centro Democrático y Social (CDS)             |                      |          | 2,6       | 9,6        | 10,0      | 1,9      | 0,2       | 0,1        | 0,2         |           |          |           |            |                 |                |           |
| Ciudadanos-Partido de la Ciudadanía (Cs)      |                      |          |           |            |           |          |           |            |             |           |          | 17,05     | 15,83      | 19,37           | 8,1            |           |
| Vox (Vox)                                     |                      |          |           |            |           |          |           |            |             |           |          |           |            | 12,57           | 19,68          | 16,25     |

## Diputados elegidos

### Diputados elegidos en la Legislatura Constituyente[8]
| Partidos y coaliciones            | Votos   | %       | Escaños | Miembros electos                                                                                    |
| --------------------------------- | ------- | ------- | ------- | --------------------------------------------------------------------------------------------------- |
| Partido Socialista Obrero Español | 213.242 | 38,83 % | 4       | Antonio García Miralles, Joaquín Fuster Pérez, Asunción Cruañes Molina e Inmaculada Sabater Llorens |
| Unión de Centro Democrático       | 197.100 | 35,89 % | 4       | Francisco Zaragoza Gomis, Luis Gamir Casares, Joaquín Galant Ruiz, José Luis Barceló Rodríguez.     |
| Partido Comunista de España       | 50.444  | 9,19 %  | 1       | Pilar Brabo Castell                                                                                 |

### Diputados elegidos para la I Legislatura[9]
| Partidos y coaliciones            | Votos   | %     | Escaños | Miembros electos                                                                                    |
| --------------------------------- | ------- | ----- | ------- | --------------------------------------------------------------------------------------------------- |
| Partido Socialista Obrero Español | 218.137 | 39,4% | 4       | Antonio García Miralles, Joaquín Fuster Pérez, Asunción Cruañes Molina e Inmaculada Sabater Llorens |
| Unión de Centro Democrático       | 207.570 | 37,5% | 4       | Francisco Zaragoza Gomis, Luis Gamir Casares, Joaquín Galant Ruiz, José Luis Barceló Rodríguez.     |
| Partido Comunista de España       | 62.018  | 11,2% | 1       | Pilar Brabo Castell                                                                                 |

### Diputados elegidos para la II Legislatura[10]
| Partidos y coaliciones            | Votos   | %     | Escaños | Miembros electos |
| --------------------------------- | ------- | ----- | ------- | ---------------- |
| Partido Socialista Obrero Español | 352.632 | 54,1% | 6       |                  |
| AP-PDP-PL                         | 189.040 | 29,0% | 3       |                  |

### Diputados elegidos para la III Legislatura[11]
| Partidos y coaliciones            | Votos   | %     | Escaños | Miembros electos |
| --------------------------------- | ------- | ----- | ------- | ---------------- |
| Partido Socialista Obrero Español | 314.763 | 49,3% | 6       |                  |
| AP-PDP-PL                         | 188.399 | 29,5% | 3       |                  |
| CDS                               | 61.446  | 9,6%  | 1       |                  |

### Diputados elegidos para la IV Legislatura[12]
| Partidos y coaliciones            | Votos   | %     | Escaños | Miembros electos |
| --------------------------------- | ------- | ----- | ------- | ---------------- |
| Partido Socialista Obrero Español | 290.886 | 43,8% | 5       |                  |
| Partido Popular                   | 195.031 | 29,4% | 3       |                  |
| CDS                               | 66.230  | 10,0% | 1       |                  |
| EUPV                              | 59.491  | 9,0%  | 1       |                  |

### Diputados elegidos para la V Legislatura[13]
| Partidos y coaliciones            | Votos   | %     | Escaños | Miembros electos |
| --------------------------------- | ------- | ----- | ------- | ---------------- |
| Partido Popular                   | 340.312 | 43,5% | 5       |                  |
| Partido Socialista Obrero Español | 312.754 | 39,9% | 4       |                  |
| EUPV                              | 80.339  | 10,3% | 1       |                  |

### Diputados elegidos para la VI Legislatura[14]
| Partidos y coaliciones            | Votos   | %     | Escaños | Miembros electos |
| --------------------------------- | ------- | ----- | ------- | ---------------- |
| Partido Popular                   | 382321  | 45,7% | 5       |                  |
| Partido Socialista Obrero Español | 335.149 | 40,0% | 5       |                  |
| EUPV                              | 88.772  | 10,6% | 1       |                  |

### Diputados elegidos para la VII Legislatura[15]
| Partidos y coaliciones            | Votos   | %     | Escaños | Miembros electos |
| --------------------------------- | ------- | ----- | ------- | --- |
| Partido Popular                   | 436.740 | 54,26 | 7       | Federico Trillo-Figueroa Martínez-Conde, Miguel Antonio Campoy Suárez, María Isabel Díez de la Lastra Barbadillo, María Amparo Ferrando Sendra, Íñigo Herrera Martínez de Campos, Francisco Vicente Murcia Barceló, María Enriqueta Seller Roca de Togores, |
| Partido Socialista Obrero Español | 280.085 | 34,79 | 4       | Leire Pajín Iraola, Justo González Serna, Juana Serna Masiá, Clemencia Torrado Rey, |

### Diputados elegidos para la VIII Legislatura[16]
| Partidos y coaliciones            | Votos   | %     | Escaños | Miembros electos |
| --------------------------------- | ------- | ----- | ------- | --- |
| Partido Popular                   | 434.812 | 48,88 | 6       | Federico Trillo, Miguel Antonio Campoy Suárez, Macarena Montesinos de Miguel, Francisco Murcia Barceló, María Enriqueta Seller Roca de Togores, María Amparo Ferrando Sendra (desde febrero de 2006) |
| Partido Socialista Obrero Español | 374.631 | 42,12 | 5       | Agustín Jiménez Pérez, Carlos González Serna, Juana Serna Masiá, Herick Manuel Campos Arteseros, Clemencia Torrado Rey (desde mayo de 2004)                                                          |

### Diputados elegidos para la IX Legislatura[17]
| Partidos y coaliciones            | Votos   | %     | Escaños | Miembros electos |
| --------------------------------- | ------- | ----- | ------- | --- |
| Partido Popular                   | 489 831 | 52,43 | 7       | Federico Trillo, Mercedes Alonso García, Miguel Antonio Campoy (baja diciembre 2008), Macarena Montesinos de Miguel, Francisco Murcia Barceló, Adela Pedrosa, Miguel Peralta Viñes, María Amparo Ferrando Sendra (desde diciembre de 2008) |
| Partido Socialista Obrero Español | 384 156 | 41,12 | 5       | Bernat Soria, Leire Pajín (baja abril 2008), Herick Campos Arteseros, Carlos González Serna, Juana Serna Masiá, Bernabeu Pastor, José Guillermo (desde abril de 2008                                                                       |

### Diputados elegidos para la X Legislatura[18]
| Partidos y coaliciones            | Votos   | %     | Escaños | Miembros electos |
| --------------------------------- | ------- | ----- | ------- | --- |
| Partido Popular                   | 489 297 | 55,21 | 8       | Federico Trillo-Figueroa Martínez-Conde, Gerardo Camps Devesa, Macarena Montesinos de Miguel, Mario Francisco José Flores Lanuza, Miriam Guadalupe Blasco Soto, Santiago Martínez Rodríguez, José López Garrido y María Amparo Ferrando Sendra |
| Partido Socialista Obrero Español | 238 826 | 26,95 | 4       | Leire Pajín Iraola, Federico Buyolo García, Gabriel Echávarri Fernández y Herick Manuel Campos Arteseros |

### Diputados elegidos para la XI Legislatura[19]
| Partidos y coaliciones              | Votos   | %     | Escaños | Miembros electos                                                                                                |
| ----------------------------------- | ------- | ----- | ------- | --- |
| Partido Popular                     | 296.709 | 32,85 | 4       | José Manuel García-Margallo Marfil, Joaquín Albaladejo Martínez, Gerardo Camps Devesa, Loreto Cascales Martínez |
| Podemos-Compromís-És el moment      | 200.885 | 22,24 | 3       | Rita Gertrudis Bosaho Gori, Ignasi Candela Serna, Rubén Martínez Dalmau,                                        |
| Partido Socialista Obrero Español   | 188.367 | 20,86 | 3       | Julián López Milla, Patricia Blanquer Alcaraz, Herick Manuel Campos Arteseros                                   |
| Ciudadanos-Partido de la Ciudadanía | 154.037 | 17,05 | 2       | Marta Martín Llaguno, José Cano Fuster                                                                          |

### Diputados elegidos para la XII Legislatura[20]
| Partidos y coaliciones                  | Votos   | %     | Escaños | Miembros electos |
| --------------------------------------- | ------- | ----- | ------- | --- |
| Partido Popular                         | 329.000 | 37,71 | 5       | García-Margallo Marfil, José Manuel, Alba Mullor, María Dolores, Cascales Martínez, Loreto, Camps Devesa, Gerardo, Albaladejo Martínez, Joaquín, |
| Compromís-Podemos-EUPV: A la Valenciana | 192.165 | 22,03 | 3       | Rita Gertrudis Bosaho Gori, Ignasi Candela Serna, Txema Guijarro García                                                                          |
| Partido Socialista Obrero Español       | 187.056 | 21,44 | 2       | Julián López Milla (baja noviembre 2017), Patricia Blanquer Alcaraz, Herick ManuelCampos Arteseros (desde noviembre de 2017)                     |
| Ciudadanos-Partido de la Ciudadanía     | 138.063 | 15,83 | 2       | Marta Martín Llaguno, José Cano Fuster |

### Diputados elegidos para la XIII Legislatura[21]
| Partidos y coaliciones              | Votos   | %     | Escaños | Miembros electos                                                                     |
| ----------------------------------- | ------- | ----- | ------- | ------------------------------------------------------------------------------------ |
| Partido Socialista Obrero Español   | 258.592 | 28,27 | 4       | Pedro Duque Duque, Patricia Blanquer Alcaraz, Yolanda Seva Ruiz, Alejandro Soler Mur |
| Partido Popular                     | 178.740 | 19,54 | 3       | Agustín Almodóbar Barceló, César Sánchez Pérez, Macarena Montesinos de Miguel,       |
| Ciudadanos-Partido de la Ciudadanía | 177.231 | 19,37 | 2       | Marta Martín Llaguno, Juan Ignacio López-Bas Valero                                  |
| Unidas Podemos                      | 127.091 | 13,89 | 2       | Txema Guijarro García, María Teresa Pérez Díaz                                       |
| Vox                                 | 115.011 | 12,57 | 1       | Mestre Barea, Manuel                                                                 |

### Diputados elegidos para la XIV Legislatura[22]
| Partidos y coaliciones              | Votos   | %     | Escaños | Miembros electos |
| ----------------------------------- | ------- | ----- | ------- | --- |
| Partido Socialista Obrero Español   | 240.202 | 28,20 | 4       | Pedro Duque Duque, (baja febrero 2020), Patricia Blanquer Alcaraz, Yolanda Seva Ruiz, Alejandro Soler Mur, Lázaro Azorín Salar |
| Partido Popular                     | 207.310 | 24,34 | 3       | César Sánchez Pérez, Agustín Almodóbar Barceló, Macarena Montesinos de Miguel                                                  |
| Vox                                 | 167.395 | 19,65 | 3       | Manuel Mestre Barea, Eduardo Luis Ruiz Navarro, José María Sánchez García                                                      |
| Unidas Podemos                      | 108.533 | 12,74 | 1       | Txema Guijarro García |
| Ciudadanos-Partido de la Ciudadanía | 69.143  | 8,11  | 1       | Marta Martín Llaguno (baja marzo 2021), Juan Ignacio López-Bas Valero                                                          |

### Diputados elegidos para la XV Legislatura
| Partidos y coaliciones            | Votos   | %     | Escaños | Miembros electos |
| --------------------------------- | ------- | ----- | ------- | --- |
| Partido Popular                   | 329.167 | 36,77 | 5       | Joaquín Melgarejo Moreno, Macarena Montesinos de Miguel, Julia Parra Aparicio, Sandra Pascual Rocamora, César Sánchez Pérez |
| Partido Socialista Obrero Español | 286.424 | 31,99 | 4       | María Araceli Poblador Pacheco, Alejandro Soler Mur, Patricia Blanquer Alcaraz, Lázaro Azorín Salar, Alejandro Soler Mur    |
| Vox                               | 145.562 | 16,26 | 2       | David García Gomis, José María Sánchez García,                                                                              |
| Compromís-Sumar                   | 114.973 | 12,84 | 1       | Txema Guijarro García |

## Senado

### Senadores obtenidos por partido (1977-2023)
| Partido Político       | Partido Político                         | 1977 (Constituyente) | 1979 (I) | 1982 (II) | 1986 (III) | 1989 (IV) | 1993 (V) | 1996 (VI) | 2000 (VII) | 2004 (VIII) | 2008 (IX) | 2011 (X) | 2015 (XI) | 2016 (XII) | 2019 Abr (XIII) | 2019 Nov (XIV) | 2023 (XV) |
| ---------------------- | ---------------------------------------- | -------------------- | -------- | --------- | ---------- | --------- | -------- | --------- | ---------- | ----------- | --------- | -------- | --------- | ---------- | --------------- | -------------- | --------- |
|                        | Partido Popular                          |                      |          | 1*        | 1*         | 1         | 3        | 3         | 3          | 3           | 3         | 3        | 3         | 3          | 1               | 2              | 3         |
|                        | PSOE                                     | 2                    | 3        | 3         | 3          | 3         | 1        | 1         | 1          | 1           | 1         | 1        | 1         |            | 3               | 2              | 1         |
|                        | Compromís-Podemos-EUPV: A la valenciana. |                      |          |           |            |           |          |           |            |             |           |          |           | 1*         |                 |                |           |
| Partidos desaparecidos |                                          |                      |          |           |            |           |          |           |            |             |           |          |           |            |                 |                |           |
|                        | UCD                                      | 1                    | 1        |           |            |           |          |           |            |             |           |          |           |            |                 |                |           |
|                        | US (PSPV-PSP)                            | 1                    |          |           |            |           |          |           |            |             |           |          |           |            |                 |                |           |
| Total                  | Total                                    | 4                    | 4        | 4         | 4          | 4         | 4        | 4         | 4          | 4           | 4         | 4        | 4         | 4          | 4               | 4              | 4         |

- En las Elecciones generales de 1982, el Partido Popular se presentó como AP-PDP-UV.
- En las Elecciones generales de 1986, el Partido Popular se presentó como AP-PDP-PL.
- En las Elecciones generales de 2016, Compromís se presentó en coalición con Podemos y EUPV como Compromís-Podemos-EUPV: A la valenciana.

### Senadores elegidos para la Legislatura Constituyente[8]
| Partidos y coaliciones            | Votos | % | Escaños | Miembros electos                                |
| --------------------------------- | ----- | - | ------- | ----------------------------------------------- |
| Partido Socialista Obrero Español |       |   | 2       | Julian Andugar Ruiz, José Vicente Mateo Navarro |
| UCD                               |       |   | 1       | Roque Calpena Giménez                           |
| US (PSPV-PSP)                     |       |   | 1       | José Vicente Beviá Pastor                       |

### Senadores elegidos para la Legislatura Constituyente en las elecciones parciales de 1978
El fallecimiento del senador Julian Andugar Ruiz llevó a la convocatoria de elecciones parciales para elegir a su sustituto.
| Partidos y coaliciones            | Votos | % | Escaños | Miembros electos    |
| --------------------------------- | ----- | - | ------- | ------------------- |
| Partido Socialista Obrero Español |       |   | 1       | Alberto Pérez Ferré |

### Senadores elegidos para la I Legislatura[9]
| Partidos y coaliciones            | Votos | % | Escaños | Miembros electos                                                   |
| --------------------------------- | ----- | - | ------- | ------------------------------------------------------------------ |
| Partido Socialista Obrero Español |       |   | 3       | José Vicente Beviá Pastor, Arturo Lizón Giner, Alberto Pérez Ferré |
| UCD                               |       |   | 1       | Roque Calpena Giménez                                              |

### Senadores elegidos para la II Legislatura[10]
| Partidos y coaliciones            | Votos | % | Escaños | Miembros electos                                             |
| --------------------------------- | ----- | - | ------- | ------------------------------------------------------------ |
| Partido Socialista Obrero Español |       |   | 3       | Ángel Franco Gutíez, Arturo Lizón Giner, Alberto Pérez Ferré |
| Partido Popular                   |       |   | 1       | J. Cremades Mellado                                          |

### Senadores elegidos para la III Legislatura[11]
| Partidos y coaliciones            | Votos | % | Escaños | Miembros electos                                             |
| --------------------------------- | ----- | - | ------- | ------------------------------------------------------------ |
| Partido Socialista Obrero Español |       |   | 3       | Ángel Franco Gutíez, Arturo Lizón Giner, Alberto Pérez Ferré |
| Partido Popular                   |       |   | 1       | Miguel Barceló Pérez                                         |

### Senadores elegidos para la IV Legislatura[12]
| Partidos y coaliciones            | Votos | % | Escaños | Miembros electos                                             |
| --------------------------------- | ----- | - | ------- | ------------------------------------------------------------ |
| Partido Socialista Obrero Español |       |   | 3       | Ángel Franco Gutíez, Arturo Lizón Giner, Alberto Pérez Ferré |
| Partido Popular                   |       |   | 1       | Miguel Barceló Pérez                                         |

### Senadores elegidos para la V Legislatura[13]
| Partidos y coaliciones            | Votos | % | Escaños | Miembros electos                                                            |
| --------------------------------- | ----- | - | ------- | --------------------------------------------------------------------------- |
| Partido Popular                   |       |   | 3       | Miguel Barceló Pérez, Laura Martínez Berenguer, José Joaquín Ripoll Serrano |
| Partido Socialista Obrero Español |       |   | 1       | Ángel Franco Gutíez                                                         |

### Senadores elegidos para la VI Legislatura[14]
| Partidos y coaliciones            | Votos | % | Escaños | Miembros electos                                                                      |
| --------------------------------- | ----- | - | ------- | ------------------------------------------------------------------------------------- |
| Partido Popular                   |       |   | 3       | Miguel Barceló Pérez, Vicente Magro Servet (Independiente) , Laura Martínez Berenguer |
| Partido Socialista Obrero Español |       |   | 1       | Ángel Franco Gutíez                                                                   |

### Senadores elegidos para la VII Legislatura[15]
| Partidos y coaliciones            | Votos | % | Escaños | Miembros electos                                                                    |
| --------------------------------- | ----- | - | ------- | ----------------------------------------------------------------------------------- |
| Partido Popular                   |       |   | 3       | Miguel Barceló Pérez, Miriam Guadalupe Blasco Soto, María Inmaculada de España Moya |
| Partido Socialista Obrero Español |       |   | 1       | Ángel Franco Gutíez                                                                 |

### Senadores elegidos para la VIII Legislatura[16]
| Partidos y coaliciones            | Votos | % | Escaños | Miembros electos                                                                    |
| --------------------------------- | ----- | - | ------- | ----------------------------------------------------------------------------------- |
| Partido Popular                   |       |   | 3       | Miguel Barceló Pérez, Miriam Guadalupe Blasco Soto, María Inmaculada de España Moya |
| Partido Socialista Obrero Español |       |   | 1       | Juan Pascual Azorín Soriano                                                         |

### Senadores elegidos para la IX Legislatura[17]
| Partidos y coaliciones            | Votos | % | Escaños | Miembros electos                                                          |
| --------------------------------- | ----- | - | ------- | ------------------------------------------------------------------------- |
| Partido Popular                   |       |   | 3       | Miguel Barceló Pérez, Miriam Guadalupe Blasco Soto, Miguel Ortiz Zaragoza |
| Partido Socialista Obrero Español |       |   | 1       | Juan Pascual Azorín Soriano                                               |

### Senadores elegidos para la X Legislatura[18]
| Partidos y coaliciones            | Votos | % | Escaños | Miembros electos                                                               |
| --------------------------------- | ----- | - | ------- | ------------------------------------------------------------------------------ |
| Partido Popular                   |       |   | 3       | Miguel Antonio Campoy Suárez, Virginia Romero Bañón, Agustín Almodobar Barceló |
| Partido Socialista Obrero Español |       |   | 1       | Encarna Llinares Cuesta                                                        |

### Senadores elegidos para la XI Legislatura[19]
| Partidos y coaliciones            | Votos | % | Escaños | Miembros electos                                                                |
| --------------------------------- | ----- | - | ------- | ------------------------------------------------------------------------------- |
| Partido Popular                   |       |   | 3       | María Adela Pedrosa Roldán, Asunción Sánchez Zaplana, Agustín Almodobar Barceló |
| Partido Socialista Obrero Español |       |   | 1       | Encarna Llinares Cuesta                                                         |

### Senadores elegidos para la XII Legislatura[20]
| Partidos y coaliciones                  | Votos | % | Escaños | Miembros electos                                                                |
| --------------------------------------- | ----- | - | ------- | ------------------------------------------------------------------------------- |
| Partido Popular                         |       |   | 3       | María Adela Pedrosa Roldán, Asunción Sánchez Zaplana, Agustín Almodobar Barceló |
| Compromís-Podemos-EUPV: A la Valenciana |       |   | 1       | Vicenta Jiménez García                                                          |

### Senadores elegidos para la XIII Legislatura[21]
| Partidos y coaliciones            | Votos | % | Escaños | Miembros electos                                                    |
| --------------------------------- | ----- | - | ------- | ------------------------------------------------------------------- |
| Partido Socialista Obrero Español |       |   | 3       | José Asensi Sabater, Ana Martínez Zaragoza, Carlos Giménez Bertomeu |
| Partido Popular                   |       |   | 1       | Pablo Ruz Villanueva                                                |

### Senadores elegidos para la XIV Legislatura[22]
| Partidos y coaliciones            | Votos | % | Escaños | Miembros electos                                 |
| --------------------------------- | ----- | - | ------- | ------------------------------------------------ |
| Partido Popular                   |       |   | 2       | Pablo Ruz Villanueva, María Adela Pedrosa Roldán |
| Partido Socialista Obrero Español |       |   | 2       | José Asensi Sabater, Ana Martínez Zaragoza       |

### Senadores elegidos para la XV Legislatura[23]
| Partidos y coaliciones            | Votos | % | Escaños | Miembros electos                                                        |
| --------------------------------- | ----- | - | ------- | ----------------------------------------------------------------------- |
| Partido Popular                   |       |   | 2       | Agustín Almodobar Barceló, María Dolores Esteve Juan, Eva Ortíz Vilella |
| Partido Socialista Obrero Español |       |   | 1       | Ana Martínez Zaragoza                                                   |